# Левесон-Гоуэр, Гарриет
Генрие́тта Елизаве́та «Га́рриет» Ле́весон-Го́уэр, графиня Гре́нвиль (англ. Henrietta Elizabeth «Harriet» Leveson-Gower, Countess Granville), в девичестве Ка́вендиш (англ. Cavendish), 29 августа 1785, Девоншир-хаус, Лондон — 25 ноября 1862, Лондон) — британская аристократка, дочь Уильяма Кавендиша, 5-го герцога Девонширского и знаменитой красавицы Джорджианы Спенсер. Супруга Гренвиля Левесон-Гоуэра, графа Гренвиля.

## Биография

### Семья и ранние годы жизни
Генриетта Елизавета Кавендиш родилась в Девоншир-хаусе 29 августа 1785 года, став младшей дочерью Уильяма Кавендиша, 5-го герцога Девонширского и Джорджианы Спенсер. В кругу семьи была известна как «Гарриет» или «Гаррио». Новорожденная была названа в честь сестры матери леди Генриетты Понсонби и леди Елизаветы Фостер, которая была лучшей подругой матери Гарриет, но впоследствии ставшая любовницей герцога Кавендиша, а после смерти Джорджианы — его второй супругой. Брак родителей с самого начала был несчастливым. Джорджиана с трудом переносила беременности, несколько раз случались выкидыши. В семье было всего трое детей. Леди Джорджиана, отвергнутая супругом, все чаще появлялась в обществе и была законодательницей моды.
Несмотря на семейные проблемы, детство Гарриет было счастливым. Мать очень любила своих детей, но дети редко встречались с отцом. Гувернантка детей герцога, Селина Триммер, дочь известной детской писательницы Сары Триммер, приучала детей к хорошему поведению и морали. В мае 1799 года Гарриет и её двоюродная сестра леди Каролина Лэм прошли обряд конфирмации в Вестминстерском аббатстве. Историк Джанет Глисон описывает Гарриет слегка пухлой по внешнему виду, умной и проницательной личностью. Её биограф Вирджиния Сертис пишет, что «хотя Кавендиш не обладала красотой, она была остроумна, умна, её острый глаз не пропускал даже мелочи, она вращалась в мире постоянных сплетен, спиртных напитков, денди и громкого ворчания».
В 1802 году двоюродный брат Гарриет, Джон Понсонби стал проявлять романтический интерес к кузине. Джон даже сделал ей предложение, но она отказалась, сказав, что «будет ждать год, прежде чем понять, понравятся они друг другу или нет чтобы жениться». Обе семьи одобряли возможный брак своих детей. В течение этого периода Джон имел романтические отношения с леди Марией Фен. Кавендиш поставила ему условие, что он не должен флиртовать с другими дамами, так как она не может этого выносить. Джон на такое заявление сильно рассердился и отказался жениться на ней. Вскоре после этого он обручился с леди Марией Фен. После неудачной попытки заключения брака, семья Кавендиш пыталась устроить брак Гарриет с другим двоюродным братом, Джоном Спенсером, виконтом Элторпом, однако во время посещения имения Элторп, где жил Джон, она заявила, что не желает выходить за него.
Мать Гарриет, герцогиня Девонширская, скончалась в марте 1806 года. Её отец имел долгие внебрачные отношения с леди Елизаветой Фостер. После смерти герцогини леди Фостер взяла на себя правление в доме Кавендишей, что сильно не устраивало Гарриет. В этот период она часто и подолгу гостила у своей старшей сестры, которая была замужем за 6-м графом Карлайлом. Через три года, после смерти первой жены, Уильям Кавендиш женился на леди Фостер, родившей ему за много лет до этого двух детей. В 1811 году герцог Девонширский скончался.

### Брак

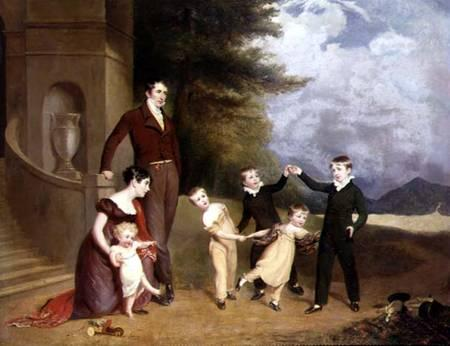
Супруги Гренвиль вместе с детьми. Картина кисти Томаса Филлипса.

Леди Генриетта Понсонби, после смерти своей сестры, герцогини Девонширской, стала активно помогать своим племянникам в их семейных проблемах. Гарриет не любила тётю, но после смерти матери она стала с ней очень близка. После того, как стало понятно, что герцог Девонширский намерен жениться на леди Фостер, леди Понсонби начала искать подходящую партию для своей племянницы, предложив ей в супруги лорда Гренвиля Левесон-Гоуэра. Сам лорд был любовником Генриетты на протяжении семнадцати лет, она родила от него двух внебрачных детей и однажды заявила, что «любит его до обожания». Гренвилю на тот момент было 37 лет. Генриетта всё ещё была влюблена в него, но понимала, что ему нужно было заключить брак, чтобы обеспечить себя законными наследниками. Желание Генриетты выдать замуж за него свою племянницу было одним из способов удержать его подле себя.
Уильям Кавендиш был знаком с лордом Гренвилем, но никогда не имел к нему расположения, считая его слишком высокомерным. Гренвиля описывали умным, красивым человеком из хорошей семьи. Он был членом британского парламента. Историк Рейнольдс писал, что Гренвиль «считался одним из самых красивых людей своего времени, его вьющиеся каштановые волосы, голубые глаза и прекрасные черты лица принесли ему множество поклонниц». Сам он поначалу не желал жениться на Гарриет, пытаясь найти другую кандидатуру, но всегда получал отказ из-за своей распущенности и большого числа любовниц. В конечном итоге он выбрал леди Гарриет Кавендиш.
24 декабря 1809 года Гарриет вышла за него замуж с благословения своей тёти. Хотя Гренвиль был уже не молод, он всё ещё считался очень привлекательным. О его супруге говорили, что у неё «в высокой степени очаровательный голос». Брак оказался счастливым. Гарриет любила своего супруга до его смерти в 1846 году. Их старший ребёнок, дочь Сьюзен родилась в октябре 1810 года в Лондоне. Впоследствии родилось ещё четверо детей. Гарриет, также, занималась воспитание двух внебрачных детей своего мужа, которые жили вместе с ними. В 1815 году супруги стали виконтом и виконтессой Гренвиль, в 1833 году получили графский титул. Гарриет после этого была известна как графиня Гренвиль.
Пара проживала в Англии первые пятнадцать лет брака, иногда совершая поездки в Европу. У них был свой дом в Лондоне, а также арендное поместье в деревне Тиксалл, Стаффордшир, позже они жили в деревне Верстид. С 1824 по 1841 год Гренвиль служил в качестве посла Великобритании во Франции. Супруги проводили большое количество времени среди парижской высшей аристократии, а графиня писала подробные отчеты о её жизни за границей, которые были опубликованы в 1894, 1940 и 1990 годах. В 1841 году Гренвиль подал в отставку из-за ухудшения здоровья. Прежде чем вернуться в Великобританию, супруги два года путешествовали по Европе. В ноябре 1843 года они вернулись на родину, где проживали в Брайтоне, часто посещали усадьбы родственников.

### Вдовство
Граф Гренвиль умер в начале 1846 года. За пять лет до смерти перенёс инсульт, от которого не оправился до смерти. Был похоронен в Стоуне, Стаффордшир. После смерти супруга Гарриет отошла от публичной жизни. Она уединенно проживала в Чизик-хаусе. В основном она общалась со всеми своими детьми, включая внебрачных детей мужа, братом Уильямом и детьми своей сестры Джорджианы. Пережила мужа на пятнадцать лет. Умерла 25 ноября 1862 года от инсульта в Лондоне на Херефорд стрит.

### Дети
От брака с Гренвилем Левесон-Гоуэром, виконтом и 1-м графом Гренвилем родилось пятеро детей:
- Сьюзен Джорджиана Левесон-Гоуэр (1810—1866) — супруга Джорджа Питт-Риверса, 4-го барона Риверса[англ.], имели четырёх сыновей и восемь дочерей[26];
- Джорджиана Левесон-Гоуэр (1812—1885) — супруга Александра Фуллертона, имела сына, умершего в возрасте 21-го года;
- Гренвиль Левесон-Гоуэр (1815—1891) — женат сначала на Марии Луизе Дальберг, детей не было, затем на Кастиле Розалинде Кемпбелл, имел пятеро детей;
- Гренвиль Вильгельм Левесон-Гоуэр (1816—1833) — женат не был, детей не имел;
- Фредерик Левесон-Гоуэр[англ.] (1819—1907) — женат на леди Маргарет Комптон, имел одного сына.